# التهاب كيس الدمع
التهاب كيس الدمع هو عدوى تصيب الكيس الدمعي، وهي ثانوية لانسداد القناة الأنفية الدمعية عند تقاطع الكيس الدمعي. المصطلح مشتق من اليونانية dákryon تعني (دمع)  cysta تعني( كيس) و -itis (التهاب). وتسبب الألم والاحمرار والتورم على الجانب الداخلي للجفن السفلي والدماع. عندما يكون انسداد القناة الأنفية الدمعية ثانويًا للحاجز الخلقي، يُشار إليه باسم القيلة الداكنة.